# Oh. What. Fun.
Oh. What. Fun. — будущая американская рождественская комедия режиссёра Майкла Шоуолтера по сценарию Чендлера Бейкера и Майкла Шоуолтера. Главные роли в фильме исполнили Мишель Пфайффер, Хлоя Грейс Морец, Доминик Сесса, Фелисити Джонс, Денис Лири, Джейсон Шварцман, Ева Лонгория и Даниэль Брукс.

## Сюжет
Клэр Кластер каждый год устраивает рождественское волшебство для своей семьи, но её дети и внуки не понимают, каких усилий ей это стоит, пока она не пропадает. Рождество оказалось под угрозой, но у Клэр совершенно иные планы.

## В ролях
- Мишель Пфайффер — Клэр Кластер
- Хлоя Грейс Моретц
- Доминик Сесса
- Фелисити Джонс
- Денис Лири
- Джейсон Шварцман
- Ева Лонгория
- Джоан Чен
- Девери Джейкобс
- Гавана Роуз Лю
- Даниэль Брукс
- Мод Апатоу

## Производство
Фильм снят студией Amazon MGM Studios, режиссёром стал Майкл Шоуолтер. Сценарий основан на коротком рассказе, опубликованном Amazon Original Stories, написанном Чендлером Бейкером. Шоуолтер и Бейкер написали сценарий к фильму. Бейкер стал исполнительным продюсером. Мишель Пфайффер получила главную роль в марте 2024 года. Хлоя Грейс Морец, Доминик Сесса, Фелисити Джонс и Денис Лири присоединились к актёрскому составу в апреле 2024 года. В мае к актёрскому составу фильма присоединились Джейсон Шварцман, Ева Лонгория, Джоан Чен, Девери Джейкобс, Гавана Роуз Лю, Даниэль Брукс и Мод Апатоу. Основные съёмки начались 1 мая 2024 года в Атланте, и завершились 1 июля.